# جيلبرت جورج لونزاريتش
جيلبرت ("جيل") جورج لونزاريتش (بالإنجليزية: Gilbert (“Gil”) George Lonzarich) (مواليد 1945) وهو فيزيائي يعمل في مختبر كافندش في جامعة كامبريدج. يعمل جيلبرت على المواد فائقة التوصيل والمواد المغناطيسية.

## حياته
حصل جيل لونزاريتش على درجة البكالوريوس من جامعة كاليفورنيا (بركلي) (1967)، وحصل على شهادة الماجستير. من جامعة منيسوتا (1970)، وحصل على الدكتوراه من جامعة كولومبيا البريطانية (1973). وقد شغل مناصب في جامعة كامبريدج. يعمل جيل أستاذاً في مختبر كافندش منذ عام 1997 حيث يرأس مجموعة المواد الكمية.

## أبحاثه
يركز بحث جيل لونزاريتش على المواد الصلبة والتفاعل بين الإلكترونات الذي يؤدي إلى حالات غير تقليدية من المادة. تناولت أعماله فئات مختلفة من المواد، بما في ذلك المغناطيسات المتنقلة (مثل MnSi)، مواد فرميون الثقيلة. كانت إحدى النتائج الرائدة في مجال الموصلية الفائقة غير التقليدية هي إثبات أن كبت النظام المضاد للمغناطيسية في المواد الثقيلة يمكن أن يحفز الموصلية الفائقة.
من الجوانب الهامة لتجارب مجموعة جيل لونزاريتش هي نمو البلورات، والتجارب على درجات الحرارة المنخفضة جدًا (درجات حرارة mK)، وتجارب الضغط المرتفع، والتذبذبات الكمية.
ومن بين الطلاب السابقين البارزين في مجموعة جيل لونزاريتش لويس تيلفر، أندرو ماكينزي، وكريستيان بفليدير.

## الجوائز التي حصل عليها
- زمالة الجمعية الملكية (1989)
- جائزة EPS Europhysics (1989)
- جائزة ماكس بورن (1991)
- وسام وجائزة فاراداي (2007)[5]
- وسام رمفورد (2010)
- جائزة كامرلينغ أوننس (2015) [11]